# Ferenc Cziráki
Ferenc Cziráki (19. november 1913 i Budapest – 5. august 1986 i Budapest) var en ungarsk udendørshåndboldspiller som deltog under Sommer-OL 1936.
Han var en del af det ungarske udendørshåndboldhold, som kom på en fjerdeplads i den olympiske turnering. Han spillede fire kampe.